# Xanthorhoe argodesma
Xanthorhoe argodesma är en fjärilsart som beskrevs av Edward Meyrick 1891. Xanthorhoe argodesma ingår i släktet Xanthorhoe och familjen mätare. Inga underarter finns listade i Catalogue of Life.